# Andréi Kiriliuk
Andréi Anatólievich Kiriliuk –en ruso, Андрей Анатольевич Кирилюк– (Sebastopol, URSS, 22 de octubre de 1968) es un deportista ruso que compitió en vela en las clases Laser Radial, Soling y Tornado.
Ganó una medalla de plata en el Campeonato Mundial de Laser Radial de 1996, una medalla de plata en el Campeonato Europeo de Soling de 2000 y dos medallas en el Campeonato Europeo de Tornado, plata en 2007 y bronce en 2003.
Participó en tres Juegos Olímpicos de Verano, entre los años 1996 y 2004, ocupando el sexto lugar en Sídney 2000, en la clase Soling.

## Palmarés internacional
| Campeonato Mundial | Campeonato Mundial       | Campeonato Mundial | Campeonato Mundial |
| Año                | Lugar                    | Medalla            | Clase              |
| ------------------ | ------------------------ | ------------------ | ------------------ |
| 1996               | Simon's Town (Sudáfrica) | Medalla de plata   | Laser Radial       |

| Campeonato Europeo | Campeonato Europeo    | Campeonato Europeo | Campeonato Europeo |
| Año                | Lugar                 | Medalla            | Clase              |
| ------------------ | --------------------- | ------------------ | ------------------ |
| 2000               | La Rochelle (Francia) | Medalla de plata   | Soling             |

| Campeonato Europeo | Campeonato Europeo         | Campeonato Europeo | Campeonato Europeo |
| Año                | Lugar                      | Medalla            | Clase              |
| ------------------ | -------------------------- | ------------------ | ------------------ |
| 2003               | Cagliari (Italia)          | Medalla de bronce  | Tornado            |
| 2007               | Palma de Mallorca (España) | Medalla de plata   | Tornado            |